# Harry Auterhoff

Harry Auterhoff

Harry Auterhoff (* 1. August 1915 in Dorpat; † 22. Januar 1983 in Tübingen) war ein deutscher Chemiker und Pharmazeut.

## Leben
Harry Auterhoff wurde am 1. August 1915 in Dorpat, dem heutigen Tartu, geboren. Er besuchte die Grundschule und das Gymnasium in Windau, bevor er von 1933 bis 1940 die Fächer Chemie, Pharmazie und Lebensmittelchemie
an der Universität in Riga studierte. In Berlin besuchte er anschließend die Apotheker-Praxis und legte 1942 das deutsche pharmazeutische Staatsexamen ab. Bis 1946 war er als Apotheker tätig, 1948 wurde Auterhoff an der Universität Würzburg promoviert. In den Jahren bis 1953 arbeitete er dort am Institut für Lebensmittelchemie und habilitierte sich dort. Von 1956 bis 1958 war er als Dozent an der Universität Tübingen tätig. Anschließend folgte er 1958 dem Ruf als Professor (am Institut für pharmazeutische Chemie) an die Technische Hochschule Braunschweig. 1962 veröffentlichte er zusammen mit Joachim Knabe das „Lehrbuch der Pharmazeutischen Chemie“. Ab 1963 übernahm er das Amt des Direktors des pharmazeutischen Instituts der Universität Tübingen. Dort war er bis zu seiner Emeritierung 1980 tätig. Im Rahmen seiner Emeritierungsfeier wurde ihm das Große Bundesverdienstkreuz für seine Leistungen als akademischer Lehrer und Wissenschaftler sowie seine Leistungen in außeruniversitären Ämtern überreicht.
Zwischen 1970 und 1973 war Auterhoff Präsident der Deutschen Pharmazeutischen Gesellschaft. Überdies fungierte er von 1961 bis 1973 als Schriftleiter des Archivs der Pharmazie, sowie von 1973 bis zu seinem Tod 1983 als Herausgeber der Deutschen Apothekerzeitung.
Wissenschaftlich beschäftigte er sich unter anderem mit der Analytik von pflanzlichen Harzen und Alkaloiden sowie den Reaktionsmechanismen von Farbreaktionen. Seine wissenschaftlichen Leistungen wurden durch die Ernennung zum Mitglied der Leopoldina 1972 sowie durch den Ehrendoktortitel der Universität Mainz im Jahre 1982 gewürdigt.

## Wirken
Das wissenschaftliche Wirken Auterhoffs schlägt sich in über 200 Publikationen nieder. Dabei war er in den Bereichen der Alkaloide, der Anthrachinone und der Farbreaktionen tätig. Im Bereich der Wirkstoffgruppe der Anthrachinone hat er sich unter anderem mit Aloepräparaten, Aloin (Verbesserung der Gehaltsbestimmung von Aloin), Diachronen (Ester des Dantrons mit Ricinolsäure 1979), Rhabarberdrogen sowie Senna beschäftigt. Bei den Alkaloiden hat er beispielsweise zur Strukturaufklärung und Analytik von folgenden Stoffen beigetragen: Cevagin, Cevin, China-Alkaloide, Emetin, Eserin, Rubremetin, Morphin, uvm. Darüber hinaus hat er zur Aufklärung der Nachweisreaktionen für Äpfelsäure, Purine, Weinsäure, Isopropanol, Sorbinsäure und Citronensäure beigetragen.

## Weitere Auszeichnungen
- 1977 Verdienstmedaille der Landesapothekerkammer Baden-Württemberg
- 1979 Carl-Mannich-Medaille der Deutschen Pharmazeutischen Gesellschaft[7]

## Werke
- Pharmazeutische Chemie. In: Hagers Handbuch der Pharmazeutischen Praxis. 2. Erg.-Bd., Berlin 1958.
- mit Joachim Knabe: Lehrbuch der Pharmazeutischen Chemie. 14. Auflage, Wissenschaftliche Verlagsgesellschaft Stuttgart, 1999, ISBN 3-8047-1645-8.
- mit Karl-Artur Kovar: Identifizierung von Arzneistoffen. 6. Auflage, Wissenschaftliche Verlagsgesellschaft Stuttgart, 1998, ISBN 3-8047-1554-0.
- Wörterbuch der Pharmazie: Pharmazeutische Biologie, pharmazeutische Chemie, pharmazeutische Technologie. Wissenschaftliche Verlagsgesellschaft Stuttgart, 1981, ISBN 3-8047-0656-8.